# Metal Gear Solid 3: Subsistence
Metal Gear Solid 3: Subsistence es un relanzamiento de Metal Gear Solid 3: Snake Eater, la quinta entrega de la saga de videojuegos Metal Gear, el cual implementa varias adiciones y mejoras con respecto al lanzamiento original.

## Historia
La historia de la Misión Virtuosa y de la Operación Snake Eater es exactamente la misma que en el lanzamiento original, por lo que no hay cambio alguno, más allá de que ésta se encuentra en el Disco 1 en PlayStation 2.
• Disco 1 (Modo Historia):
Metal Gear Solid 3 esta cronológicamente ambientada en el año 1964 durante la Guerra Fría, donde un agente de la CIA codificado como "Naked Snake", es enviado a las selvas de Tselinoyarsk en la Unión Soviética. La misión de Snake es rescatar a un científico soviético desertor llamado Nikolai Stephanovich Sokolov, el cual, ha estado desarrollando en secreto un tanque de capacidad nuclear llamado "Shagohod". Durante la misión, Snake es asistido por varias personas (miembros de la unidad FOX) vía radio: El Mayor Zero (el hombre a cargo de la operación y jefe de la unidad FOX), Para-Medic (una destacada médica) y The Boss, la veterana soldado que entrenó a Snake. La misión marcha bien hasta que The Boss  traiciona a los Estados Unidos, desertando a la Unión Soviética de forma súbita. En el proceso, The Boss regala al Coronel Volgin (su nuevo benefactor), dos mini ojivas nucleares de fabricación estadounidense tipo Davy Crockett, Sokolov es capturado por la Unidad Cobra y Snake es seriamente herido y lanzado de un puente por The Boss, permitiéndole a Volgin y a los suyos escapar con Sokolov y con el Shagohod. De forma inesperada, Volgin dispara una de las ojivas nucleares sobre las instalaciones de investigación para encubrir el robo del Shagohod. Subsecuentemente The Boss es culpada como la causante de la explosión. Snake es sacado del área con el sistema de Rescate Fulton.

### OperaciónSnake Eater

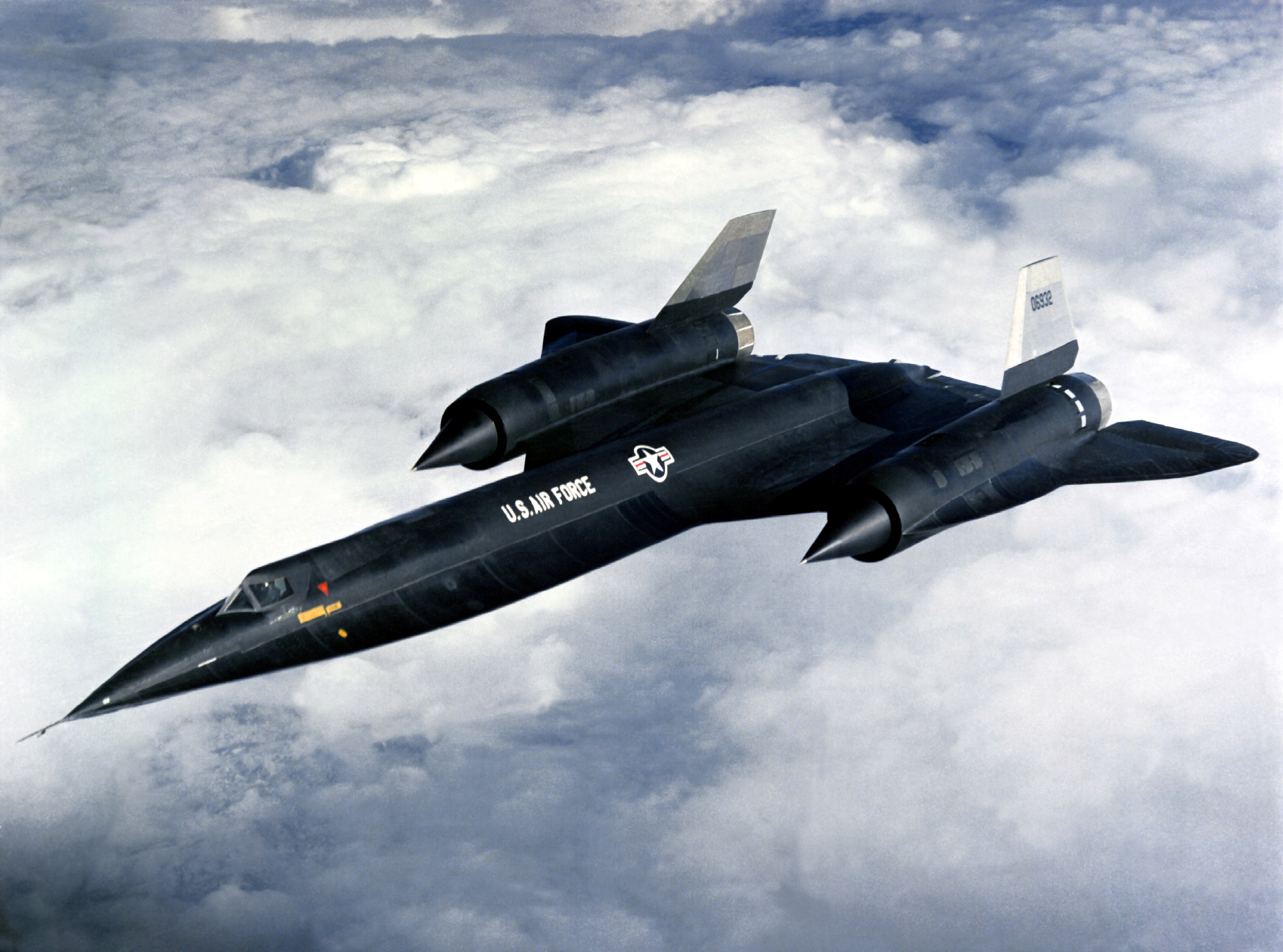
Lockheed A-12 como el que sale al comienzo del capítulo.

Los rusos detectaron volando en su espacio aéreo al avión que despachó a Snake durante la Misión Virtuosa. Los soviéticos acusan a los Estados Unidos como responsables del ataque ejecutado por Volgin, lo que pone a ambas naciones al borde de una guerra Nuclear. El presidente de los Estados Unidos Lyndon B. Johnson se comunica en secreto con el presidente soviético Nikita Jruschov y le propone un acuerdo para demostrar la inocencia de los Estados Unidos y restaurar la paz. Los Estados Unidos acceden a detener la facción rebelde de Volgin, destruir el Shagohod robado, matar a The Boss, la traidora estadounidense.
Una semana después de haber sido extraído de la región, Snake es enviado nuevamente a las junglas soviéticas para ejecutar la "Operación: Snake Eater", y así, darle cumplimiento a las promesas estadounidenses. Esta vez, Big Boss irá a bordo de un Lockheed A-12 cuando unos cazas MiG-21 aparecerán obligando a Snake a descender a bordo de un Avión parásito Lockheed D-21/M-21. Durante la misión, Snake es asistido por EVA, otra disidente estadounidense y exagente de la NSA que había desertado algunos años antes (se suponía que sería asistida por ADAM, otro exagente que había desertado junto con ella). Después de tener numerosos encuentros con la Unidad Ocelot y vencer a todos los miembros de la Unidad Cobra, Snake logra por fin ubicar a Sokolov y al Shagohod robado, sin embargo, termina siendo capturado por Volgin y es encerrado en Groznyj Grad, su fortaleza militar. Una vez allí, Snake escucha como Volgin golpea a Sokolov hasta matarlo. Después de esto, es torturado y en el proceso, Snake pierde su ojo derecho tratando de proteger a EVA, que estaba a punto de ser asesinada por Ocelot. En última instancia Snake logra sobrevivir a la tortura y enviado a un calabozo, del cual logra escapar.
Después de fugarse y de recomponerse, Snake vuelve a las instalaciones de Volgin para destruir al Shagohod. En ese momento es cuando Snake se entera de la existencia de "Los Filósofos", un grupo oligárquico global tipo illuminati, compuesto por los hombres más poderosos de Estados Unidos, Unión Soviética y China, que controlaban el mundo tras bambalinas. Sin embargo, después de la Segunda Guerra Mundial sus miembros empezaron a tener problemas entre sí y la organización se disolvió. El Legado de los Filósofos  fue un fondo económico que esa organización creó para financiar sus guerras ($100 billones), el cual, fue dividido y oculto en bancos de todo el mundo. y Snake descubre que Estados Unidos está ejecutando esfuerzos para apoderarse de él.

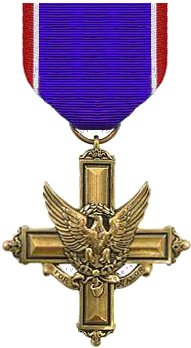
Cruz por Servicios disitinguidos, la medalla que Snake recibió al cumplir su misión.

Snake logra destruir las instalaciones de Groznyj Grad, matando a Volgin y destruyendo al Shagohod. Después, él y EVA escapan hacia un lago donde se encuentra oculta una aeronave tipo WIG. Antes de poder escapar en el avión, Snake se enfrenta a The Boss su maestra y guía, a la que debe matar para cumplir su misión.  Después de una intensa y emotiva pelea, Snake supera sus sentimientos hacia The Boss y la derrota. The Boss le da El Legado de Los Filósofos y le pide que la asesine con su propia arma, Snake, dudando un instante, cumple su misión. Snake y EVA escapan hacia Alaska, pasando la noche juntos. Durante la noche, EVA escapa dejándole a Snake una cinta de radio. En la cinta, EVA le revela a Snake que en realidad ella era una espía China enviada por su gobierno para apoderarse del legado de los Filósofos. En la cinta EVA también revela que en realidad The Boss no traicionó a su país. En realidad, The Boss tenía órdenes de hacerse pasar por traidora para poder acercarse a Volgin y quitarle el Legado para enviárselo a Estados Unidos. Sin embargo, la misión se salió de control después de que Volgin disparó la ojiva nuclear. La parte final de su misión era sacrificar su honor, la vida de sus propios hombres y morir en las manos de Snake bajo la apariencia de una traidora para así poder probar la inocencia de los Estados Unidos de la explosión provocada por Volgin al inicio del juego.
A Snake le es otorgada la medalla por servicios distinguidos de manos del presidente Lyndon B. Johnson, recibiendo el título honorífico de Big Boss. Sin embargo, las revelaciones de EVA dejan a Snake tan desmoralizado, que abandona la reunión rápidamente. Después de esto Snake llega al Cementerio Nacional de Arlington y se detiene frente a una lápida, una de los miles que se encuentran en el cementerio. Snake coloca frente a la lápida anónima el arma personalizada de The Boss junto con un ramo de lirios, Se endereza, hace un saludo militar y derrama una lágrima, sabiendo que los únicos enterados del verdadero patriotismo de The Boss son solo EVA y él.
Al final de los créditos, Ocelot es escuchado hablando con un hombre desconocido por teléfono. Ocelot le informa a este hombre, que el microfilm que EVA robo era falso y que una parte del legado ya estaba en manos americanas,  con la otra parte en manos de la KGB. La conversación da a entender que Ocelot ha estado jugando un papel triple desde el comienzo. es entonces cuando revela que de hecho es ADAM, que él está hablando con el director de la CIA, y que él ha estado trabajando para la antedicha agencia todo este tiempo.

## Novedades
Las características más destacadas de esta versión respecto a Snake Eater son la aparición de un modo de videojuego en línea (el cual ya no se encuentra disponible) y la inclusión de Metal Gear y Metal Gear 2: Solid Snake, las dos entregas de la saga que aparecieron en 1987 y 1990 respectivamente para el ordenador MSX.
Otras novedades que incluye Metal Gear Solid 3: Subsistence son escenas de vídeo extendidas, el modo Teatro Secreto (para ver tráileres y vídeos de promoción en clave de humor), nuevos niveles en el minijuego Snake Vs. Monkey (en el cual el protagonista del juego debe dar caza a los monos del videojuego Ape Escape) y, debido a las quejas de muchos usuarios de Snake Eater, un nuevo sistema de cámara que permite al jugador tener un mayor control de su campo de visión. Destaca también el modo online, donde podremos conectarnos a la red y jugar con otros jugadores a 5 tipos de juegos: Partida Mortal, Partida Mortal por Equipos, Misión Rescate, Misión Captura y Misión Furtiva, cada uno de ellos con sus propias características. En todos ellos podrán jugar un máximo de 8 jugadores por sala.
Hay que añadir además, que, tras una fuerte polémica acerca de su cancelación en España, el juego finalmente vio la luz en dicho país, gracias a la presión popular y de los medios, que ha logrado un cambio en la política de lanzamientos de Konami.

## Curiosidades
- Al igual que Metal Gear Solid 2: Substance, Subsistence sirvió como base para la edición HD de PlayStation 3 y Xbox 360, aunque a diferencia de Substance, la versión de PS3 es la única que se basa en la versión de su predecesora, ya que Snake Eater y Subsistence nunca salieron para el primer Xbox.
- MGS3: Snake Eater HD Collection (PS3), MGS3: Subsistence (PS2)
- En ambas ediciones se mejoró notablemente el rendimiento del juego, dejando de ser de 30 FPS, y pasando a ser de 60 FPS, y muy bien logrados en ambas ediciones HD, el formato de pantalla pasa a ser de 4:3 a 16:9, y la resolución pasa de ser de 480i a 720p.
- En la versión HD se retira el minijuego Snake VS Monkey, debido a que la licencia del juego  ApeScape le pertenece a Sony.

- Datos: Q12636722